# Les Cheetah Girls (téléfilm, 2003)
Pour les articles homonymes, voir The Cheetah Girls.
Série Les Cheetah Girls
Les Cheetah Girls 2
(2006)
Pour plus de détails, voir Fiche technique et Distribution.
Les Cheetah Girls (The Cheetah Girls) est un téléfilm américain et canadien de la collection des Disney Channel Original Movie, dont la première diffusion américaine a eu lieu le 15 août 2003.

## Synopsis
Chanel, Galleria, Dorinda et Aqua sont quatre lycéennes new-yorkaises fréquentant le même établissement. Elles vont se lier d'amitié et décideront de former un groupe de musique : Les Cheetah Girls. Elles n'auront par la suite qu'un seul but, se dresser au sommet et se faire un nom dans le domaine artistique. Pour ce faire, elles travaillent dur afin de remporter le premier prix du concours de talent ayant lieu dans leur école, ce qui leur donnera la chance d'enregistrer leur propre démo. Mais un événement inattendu vient changer leurs plans : elles rencontrent le grand producteur Jackal Johnson qui est intéressé par leur travail et leur propose de signer un contrat pour les lancer dans la musique. Hélas, alors que les quatre adolescentes voyaient déjà leurs rêves devenir réalité grâce à cette opportunité de faire carrière, la déception sera immense lorsqu'elles se rendront compte que l'unique but de Jackal Johnson est de mettre de côté leur talent pour changer totalement l'image du groupe en leur faisant porter des masques d'animal et en les faisant chanter en play-back tout cela dans un but simplement commercial. Galleria, dont le comportement de « diva » devient de plus en plus agaçant, va déclarer que les Cheetah Girls ne veulent pas continuer avec le producteur. Pourtant, les autres membres ne voudront pas la suivre dans cet avis. Serait-ce déjà la fin des Cheetah Girls avant même leur commencement ? Dans ce premier opus, les ennuis commencent pour les Cheetah qui devront vite se rendre compte que la vie sous les projecteurs n'est peut-être pas si fantastique qu'elle y parait et maintenir leur amitié tout en essayant de percer dans la musique sera une rude épreuve.

## Fiche technique
- Réalisation : Oz Scott
- Production : Whitney Houston
- Scénario : Deborah Gregory
- Société de production : Disney Channel

## Distribution
- Raven-Symoné (VF : Barbara Tissier) : Galleria
- Adrienne Bailon (VF : Dorothée Pousséo) : Chanel
- Kiely Williams (VF : Sylvie Jacob) : Aqua
- Sabrina Bryan (VF : Karine Foviau) : Dorinda
- Scott Haidet : Ling Ling
- Lynn Whitfield (VF : Isabelle Leprince) : Dorothéa
- Sandra Caldwell : Drinka
- Juan Chioran : Francobollo
- Lori Anne Alter (VF : Ethel Houbiers) : Juanita
- Kyle Schmid (VF : Alexis Tomassian) : Derek
- Denton Rowe : Mackerel
- Vince Corazza (VF : Jérôme Pauwels) : Jackal Johnson
- Linette Robinson : Dana
- Kyle Saunders : Pucci
- Rothaford Gray : Dodo
- My Anh Tran : Julia
- Kim Roberts : Mme Bosco
- Vanessa Thompson (VF : Lutèce Ragueneau) : Twinkle

 Source et légende : version française (VF) sur RS Doublage